# Sorcerer Sessions
Sorcerer Sessions ist ein Jazzalbum von Matthew Shipp. Die 2000 entstandenen Aufnahmen erschienen 2001 auf Thirsty Ear.

## Hintergrund
Auf Sorcerer Sessions spiele Matthew Shipp auf Keyboards und Synthesizern; hinzu kam der Schlagzeuger Gerald Cleaver, der Bassist William Parker, der Geiger Daniel Bernard Roumain, der Klarinettist Evan Ziporyn und FLAM (eigentlich Chris Flam), der sich um Programmier- und Synthesizer-Effekte kümmerte. Matthew Shipp komponierte elf der zwölf Stück des Albums. Dies war nach den Good and Evil Sessions die zweite Produktion in der von Shipp kuratierten Thirsty-Ear-Reihe Blue Series Continuum.

## Titelliste
- Matthew Shipp: Blues Series Continuum: Sorcerer Sessions (Thirsty Ear  – THI 57141.2)[2]
  1. Pulsar, 3:07
  2. Keystroke, 3:42
  3. Lightforms, 4:15
  4. Urban Shadows, 7:15
  5. X6 (Daniel Bernard Roumain), 2:14
  6. Fixed Point, 3:32
  7. Invisible Steps, 3:34
  8. Particle, 5:24
  9. Reformation, 4:05
  10. Modulate, 3:16
  11. Last Chamber, 2:21
  12. Mist, 5:47
- Soweit nicht anders vermerkt stammen alle Kompositionen von Matthew Shipp.

## Rezeption
Nach Ansicht des Kritikers von All About Jazz glichen gegenüber der Blechbläser-lastigen Vorgängerproduktion die Sorcerer Sessions die Dinge viel gleichmäßiger mit Violine und Klarinette und einem echten Schlagzeuger aus. Der Prommierer FLAM agiere dabei stets im Hintergrund und spiele hauptsächlich eine Rolle, um den Sound zu färben und nicht so sehr, um ihn in Hip-Hop-Beats zu verwandeln. Seine Verarbeitungen seien geschmackvoll und nie schwerfällig. Es scheine, als ob Shipp, William Parker und Gerald Cleaver das Fundament und das Gerüst seien, auf dem der Rest dieser Musik ausgearbeitet ist. Das bedeute, dass der Geiger Roumain seine Stimme laut und deutlich hören kann. Auch Ziporyns Beiträge verschmelzen irgendwie zu einer strukturellen Schicht über dem Rest.
Andrew Lindemann Malone schrieb in JazzTimes, die Sorcerer Sessions wirkten gelungen und bewiesen, dass es Downtown New York noch viel Leben gebe, auch wenn die Musik nicht mehr schockierend neu sei.